# Misumenops ignobilis
Misumenops ignobilis är en spindelart som först beskrevs av Badcock 1932.  Misumenops ignobilis ingår i släktet Misumenops och familjen krabbspindlar. Inga underarter finns listade i Catalogue of Life.